# Persocom
I Persocom, o persocon, sono personaggi immaginari del manga e anime Chobits. Nel manga vengono semplicemente chiamati PC o PC antropomorfi.

## Caratteristiche
I Persocom sono identici a PC tranne per il fatto che hanno forme umane. Possono essere usati per accumulare dati, per navigare sul web, per inviare email ecc. Vanno ad energia solare ma le loro batterie possono essere ricaricate anche da una comune presa di corrente. L'unica cosa che li differenzia da un essere umano fisicamente sono le orecchie, dalle forme più strane, che contengono i cavi e le varie prese che servono al collegamento ad apparecchi elettronici come PC, schermi, prese della corrente oppure ad altri Persocom per scambiare dati. Ci sono diverse marche di Persocom, ma ne esistono anche di assemblati artigianalmente. La locazione del tasto di avvio della macchina dipende dal modello.

## Persocom
- Chii Motosuwa, è il Chobits ritrovato da Hideki. Un persocom che prova sentimenti ed emozioni, perciò definito Chobits, di una ristretta serie di questo tipo di computer. È stata creata dal marito dell'amministratrice del condominio in cui vive Hideki, ma la sua memoria era stata cancellata. Ha trovato Hideki come "l'uomo solo per me", innamorandosi di lui. Il suo vero nome è Erda.
- Dita, è un persocom governativo in coppia con Jima incaricato dallo stato di disattivare la povera Chii. È molto sicura della missione a differenza di Jima. Sembra provi qualcosa per lui.
- Freya, è la sorella gemella di Chii. Era stata creata prima di lei per dare all'amministratrice una figlia. Ma si era innamorata del padre e per la sofferenza che provava se n'è andata. Alla fine della serie esce dal corpo di Chii grazie alle parole di Hideki, riuscendo così ad essere libera per sempre dal suo dolore.
- Jima, è un persocom governativo in coppia con Dita incaricato dallo stato di disattivare la povera Chii. Ha molti dubbi e spesso fa in modo di non intervenire a differenza di Dita. Sembra provi qualcosa per lei.
- Kotoko, è un persocom portatile che inizialmente appartiene a Dragonfly ma poi viene affidata a Hideki come Sumomo.
- Sumomo, è un persocom portatile che appartiene a Shinbo. È sempre allegra e molto goiosa. Per avvisare di qualcosa come una chiamata o un'e-mail usa sempre un tamburello.
- Yumi Ueda, era il persocom che apparteneva al pasticciere Hiroyasu Ueda della pasticciera Tyrol. Lui la comprò perché aveva bisogno di aiuto nel lavoro, ma se ne innamorò completamente e arrivò persino a sposarla. Morì in un incidente stradale salvando la vita a Hiroyasu.
- Yuzuki Kokubunji, è il persocom più sofisticato costruito da Minoru. Ha le sembianze e i comportamenti della sua defunta sorella maggiore, ma essendo un pc non potrà mai sostituire quella vera.